# Buoyant Blue
Buoyant Blue var et dansk rockband, der blev dannet i København i 1985, og som gik i opløsning i 1990.
Gruppen indspillede to plader for pladeselskabet SAM Records: "Strange Fruit" (1986) og 12" "Time Must Have A Stop" (1987).
Buoyant Blue var aktiv på scenerne rundt om i landet, samt Malmö, og gennemførte foråret 1987 en turne, arrangeret af bookingbureauet Rock On, der kulminerede på Roskilde Festivalen.
Buoyant Blue bestod af Lars Lundholm (f.1962, vokal og guitar), Lars Stabell (f. 1963, keyboard og vokal), Peter Degerbøl (f.1962, bas og vokal) og Ping Schiøler (f. 1962, trommer). Peter Schneidermann (Sort Sol) spiller guitar med gruppen 1985-86.
Medlemmerne af Buoyant Blue udsprang fra det Københavnske punk/new wave band Feedback (1979-81), der var aktiv på scenerne i København og Århus. Feedback spillede flere gange i Rockmaskinen på Christiania, og optrådte til punk/ nyrock festivalen Concerto de Nobrenos Insanos i Saltlageret i december 1980.
Buoyant Blue havde i 1985 øverum i den nedlagte pølsefabrik Wurst på Vesterbro i København. Wurst fungerede som et kunstnerisk kollektiv og alternativt spillested, og Buoyant Blue afholdte en af gruppens første koncerter på stedet.
Musikalsk gennemgik Buoyant Blue en udvikling fra i begyndelsen at spille eksperimenterende/avantgarde/punk/pop, for senere at gå over i mere storladen melodiøs rock/pop, til at ende med at spille mere traditionel og forudsigelig rock. Gruppens numre, var hovedsagelig komponeret af Lundholm/ Stabell.
Kate Svanholm fra Lost Kids medvirker på gruppens første demo indspilning i 1985. En indspilning som gruppen foretager uden trommeslager men med trommemaskine, og debutere, ligeledes med trommemaskine,i april 1986 i Saga i København, som opvarmning til Martin Hall´s The Final Concert. Gruppen indspiller for TV selskabet Kanal 2 en koncert, og optræder live i Radiohuset, og på P3 til "P3 Rockparty" med Schneidermann på guitar.
Efter en koncert i Saltlageret, hvor Baby Hotel Hunger opvarmer, lægger forfatteren Poul Borum et godt ord ind for gruppen, og SAM Records sender dem i studiet, hvor Buoyant Blue i slutningen af 86 indspiller "Strange Fruit".
Albummet udkommer Januar 1987 til gode anmeldelser og hæderligt salg. Politikens anmelder Torben Bille mener at gruppen har chanchen "for at blive enestående i Danmark". Buoyant Blue opvarmer for Tom Verlaine og DAD i Carlton.
I Oktober 87 drager gruppen til London, og indspiller i Greenhouse Studios "Time Must Have A Stop", med produceren Pat Colier, der havde arbejdet med navne som The Jesus and Mary Chain og Primal Scream. "Time Must Have A Stop" udkommer Januar 1988, og er en favorit på P4´s Det Elektriske Hjørne, og hyppigt spillet på P3. Gruppen medvirker i Danmarks Radios musikprogram "Beat Box", og spiller i Pumpehuset sammen med bl.a. Leather Nun, samt to dages arrangementet Cum To Kill i Ungdomshuset på Jagtvej, sammen med The Sandmen.
Buoyant Blue opløses i Januar 1990 efter en sidste koncert i Amager Bio.
Buoyant Blue indspillede og spillede desuden live adskillige aldrig udsendte numre.
De bedste indspilninger blev samlet på dobbelt cd'en: "BB 1985-1990, Radio, Studio, Koncerter, Demo & Øverum", og givet væk til venner og bekendte. Cd'erne indeholder bl.a. liveoptagelser fra Radiohuset med Schneidermann på guitar , og er nu et samlerobjekt.

## Ekstra
Lundholm og Degerbøl indspiller, under navnet Spacesurfer, en cd: "Spacesurfer" ( Freedom Records 04 ) i Black Tornado Studiet i København i 2001.
De får hjælp af Michael Illo Rasmussen (The Sandmen) på trommer, Andre De Klerk (tidligere ELO) på double bass og cello, og den engelske rapper Magictorch. Gruppen giver en enkelt koncert i Ungdomshuset på Jagtvej , Oktober 2002, under arrangementet "Garage Glamour", men opløses kort tid efter.
Under navnet The Colourmen indspiller Degerbøl i slutningen af 2013 et minialbum med 6 numre: "Emily Sad 1,2,3 & More" ( Super Natural Records 1966 ). Musikken er psykedelisk rock, og gruppen afslutter det sur realistiske musikalske eventyr om "Emily Sad" i 2017, med opfølgeren 17-track albummet: "Beneath The Surface" (Super Natural Records 1967) . Jørgen de Mylius spiller sange fra albummet på P4, og Albertslund Nærradio kårer "Beneath The Surface" til "månedens album".

## Andre henvisninger
- www.peterdegerbol.dk
- www.tornadostudios.dk
- Buoyant Blue på Discogs